# 小西信八
小西 信八（こにし のぶはち、1854年2月21日〈安政元年1月24日〉 - 1938年〈昭和13年〉7月5日）は、明治から大正にかけての日本の教育者。長らく東京盲唖学校および東京聾唖学校（筑波大学附属聴覚特別支援学校の前身）の校長を務め、盲聾教育の発展に尽力した。

## 生涯

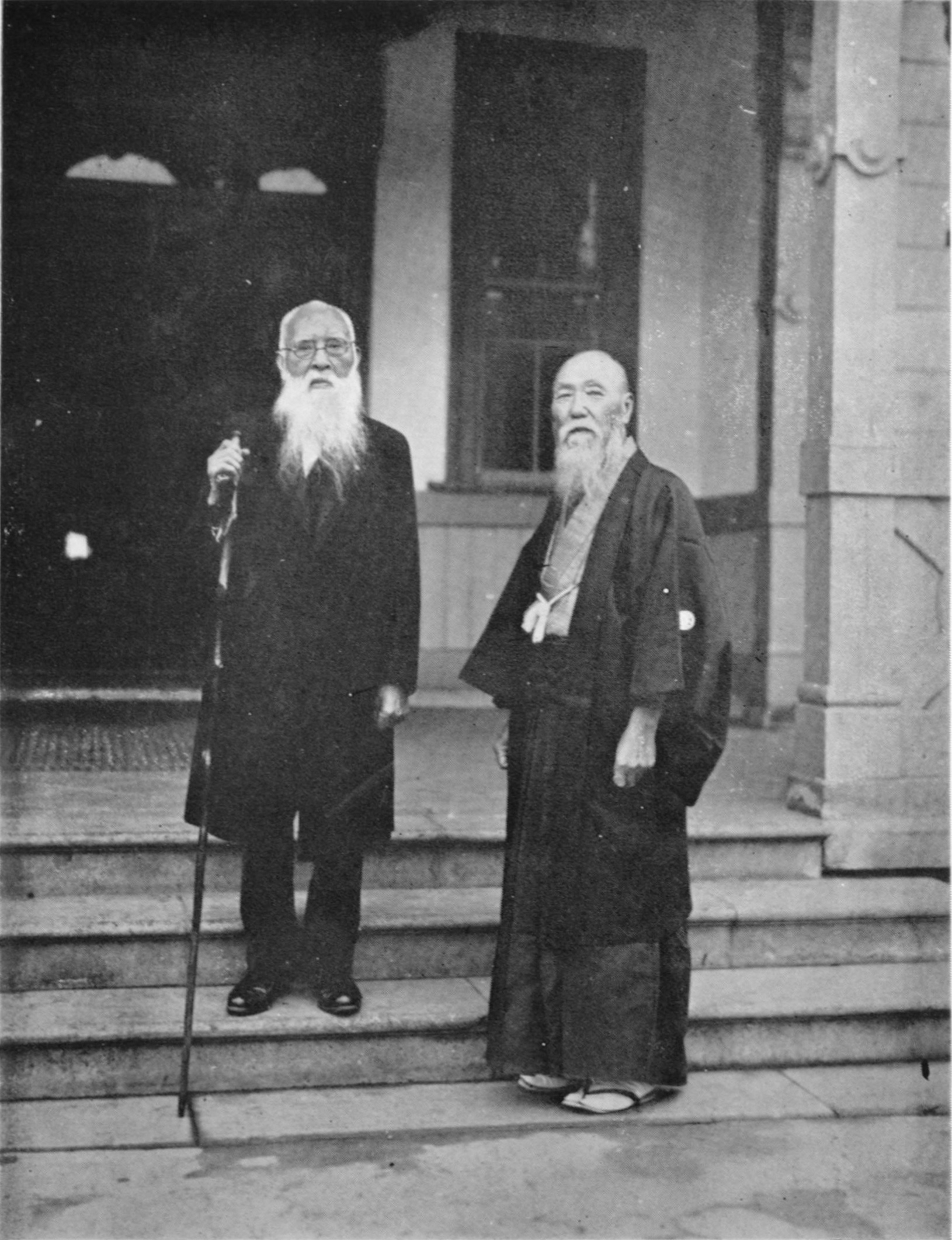
小西（左）と石川倉次

1854年（安政元年）に越後で生まれる。戊辰戦争で長岡城が落ちた時、小西一家は藩主とともに会津・山形まで逃げた。最後にかくまってくれた農家に、小西は終生恩義を感じていたという。1875年（明治8年）、東京師範学校に入学した。卒業後は、千葉県の中学校・女子師範学校を経て、東京女子師範学校で幼稚園教育の実践と諸外国の保育を研究した。
1886年に、文部省直轄となった築地訓盲唖院の専務となり、その後東京盲唖学校長心得を経て校長となる。小西は、カナモジ会で知り合っていた千葉県茂原小学校の石川倉次を熱心に誘って、築地訓盲唖院に引き入れる。ルイ・ブライユの点字を知った小西は、1887年、日本で使える点字の考案を石川に依頼した。ブライユ点字は6点であるが、日本語は文字が多く、石川は8点点字を考えた。しかし、小西は6点点字の考案を求め、1890年11月1日の点字選定会で、石川の案が日本点字として採用されることが決定した。それまで視覚障害者は、普通の文字を突起させたものを触って読むしかなく不便をかこっていたものが、容易に自由に読み書きできる文字を獲得することができたのである。この点字は京都訓盲院でも歓迎をもって迎えられ、その後広く普及することとなる。当時は戦火により失明する軍人が多かったが、小西は校内に失明軍人教習所を開き、中途失明軍人の社会復帰を助けた。
1909年に東京盲唖学校の盲聾分離が実現し、東京聾唖学校と東京盲学校が成立した。東京盲学校を町田則文にまかせ、自らは東京聾唖学校長になる。1925年（大正14年）に東京聾唖学校長を退官する。1938年（昭和13年）逝去、享年84。
妻は長岡藩出身の陸軍中将豊辺新作の姉であり、小西は長岡藩家老の河井継之助と縁戚関係にあった。

## 年譜
- 1854年（安政元年） 越後で生まれる
- 1875年（明治8年） 東京師範学校に入学。卒業後は、千葉県の中学校・女子師範学校を経て、東京女子師範学校（現在のお茶の水女子大学）で幼稚園教育の実践と諸外国の保育を研究した
- 1886年 文部省直轄となった築地訓盲唖院の専務となり、その後東京盲唖学校長心得を経て校長となる
- 1909年 東京盲唖学校の盲聾分離が実現し、東京聾唖学校と東京盲学校が成立。東京盲学校を町田則文にまかせ、自らは東京聾唖学校長になる
- 1925年（大正14年） 東京聾唖学校長を退官する
- 1938年（昭和13年） 逝去、享年84

## 栄典
- 1891年（明治24年）12月21日 - 従七位[2]

## 著作
- 「本邦幼稚園の発生時代」（『婦人と子ども』第17巻第8号、フレーベル会、1917年8月、NAID 120000856023）
- 「明治初年の盲唖教育 : 山尾庸三氏の建白書」（国民教育奨励会編纂 『教育五十年史』 民友社、1922年10月 ／ 国書刊行会〈明治教育古典叢書〉、1981年4月 ／ 日本図書センター、1982年1月）
- 「私の監事時代」（『幼児の教育』第29巻第1号、日本幼稚園協会、1929年1月、NAID 120000848325）
- 「昔がたり」（『幼児の教育』第30巻第4号、1930年4月、NAID 120000848663）
- 『小西信八先生存稿集』 小西信八先生存稿刊行会編、小西信八先生存稿刊行会、1935年11月 ／ 大空社〈日本教育史基本文献・史料叢書〉、1997年10月、ISBN 4872366468
  - 大泉溥監修 『文献選集教育と保護の心理学 明治大正期第11巻』 クレス出版、1997年2月、ISBN 4877330208

著書
- 『普列伯氏略伝』 普及舎、1893年7月
  - 中村五六編著 『幼稚園摘葉 附普列伯氏略伝』 普及舎、1893年7月
  - 岡田正章監修 『明治保育文献集 第8巻』 日本らいぶらり、1977年3月 ／ 日本図書センター、2011年5月、ISBN 9784284305143
  - 湯川嘉津美監修 『近代日本幼児教育基本文献集 第4巻 フレーベル研究』 日本図書センター、2017年5月、ISBN 9784284308441

## 関連文献
- 「従四位勲三等小西信八勲章加授ノ件」（国立公文書館所蔵 「叙勲裁可書・大正十四年・叙勲巻二」） - アジア歴史資料センター Ref.A1011300680
- 『むつぼしのひかり』第417号（小西信八先生追悼号）、桜雲会、1938年9月
  - 小川克正、下田知江 「小西信八関係資料(1) : 点字誌むつぼしのひかり追悼号」（『治療教育研究紀要』第15号、岐阜大学教育学部治療教育学研究室、1994年7月、NAID 110000175900）
- 橋本綱太郎編輯 『盲唖教育の師父 小西信八先生 : 小伝と追憶』 日本聾唖教育会、1938年10月
- 小川克正 「小西信八年譜稿」（『治療教育研究紀要』第16号、1995年7月、NAID 110000175906）
- 平田勝政 「解説」（前掲 『小西信八先生存稿集』 大空社、1997年10月）
- 小川克正 「小西信八著述目録及び解題稿(1) : 東京盲唖学校長時代まで」（『治療教育研究紀要』第19号、岐阜大学教育学部障害児教育講座、1997年12月、NAID 110000175925）、同 「小西信八著述目録及び解題稿(2) : 東京聾唖学校長時代前半」（同誌第21号、1999年10月、NAID 110000175935）